# Arrest Bloedproef II
Bloedproef II (HR 26 juni 1962, NJ 1962/470) is de roepnaam van een op 26 juni 1962 door de Hoge Raad der Nederlanden gewezen arrest op een vordering tot cassatie in het belang der wet inzake de medewerking tot het bewijs van zonder zijn toestemming bij de verdachte afgenomen bloed.

## Feiten en procesverloop
De feiten die aanleiding gaven tot het arrest waren als volgt. Het Gerechtshof Amsterdam heeft op 23 januari 1961 in hoger beroep een vonnis van de Rechtbank Alkmaar van 2 augustus 1960 vernietigd en J.J.J.S. veroordeeld tot een voorwaardelijke gevangenisstraf van zes maanden en ontzegging van de rijbevoegdheid voor de duur van vijf jaren, doordat aan zijn schuld bij gelegenheid van een botsing of aanrijding met een door hem bestuurd motorrijtuig te wijten is dat bij een ander zodanig lichamelijk letsel is veroorzaakt waaruit tijdelijke ziekte is ontstaan, terwijl verdachte tijdens het ongeval onder zodanige invloed van alcoholhoudende drank verkeerde dat hij niet in staat moest worden geacht het motorrijtuig naar behoren te besturen.
De vernietiging van het vonnis van de rechtbank was ingegeven door de overweging dat de bewezenverklaring mede gebaseerd was op een rapport van een scheikundige, opgemaakt met behulp van bloed dat bij verdachte zonder diens toestemming was afgenomen.

## Beoordeling door de Hoge Raad
Procureur-generaal bij de Hoge Raad Langemeijer heeft cassatie in het belang der wet ingesteld tegen het arrest van het Hof. Als middel voert hij aan:
[Schending] althans [verkeerde toepassing] van de artt. 56, 338, 339, 344 en 423 Sv. door het vonnis van de Rb. te vernietigen op de enkele grond, dat daarbij als bewijs was gebezigd een deskundige-rapport gebaseerd op het onderzoek van zonder toestemming van de verd. aan deze afgenomen bloed, welke grond voor deze beslissing onvoldoende is.
Artikel 56 van het Wetboek van Strafvordering (Sv) luidt, voor zover van belang:

1. De officier van justitie of de hulpofficier voor wie de verdachte wordt geleid of die zelf de verdachte heeft aangehouden, kan, bij het bestaan van ernstige bezwaren tegen deze, in het belang van het onderzoek bepalen dat deze aan zijn lichaam of kleding zal worden onderzocht.
2. De officier van justitie kan bij het bestaan van ernstige bezwaren tegen de verdachte, in het belang van het onderzoek bepalen dat deze in zijn lichaam wordt onderzocht. Onder onderzoek in het lichaam wordt verstaan: het uitwendig schouwen van de openingen en holten van het onderlichaam, röntgenonderzoek, echografie en het inwendig manueel onderzoek van de openingen en holten van het lichaam. Het onderzoek in het lichaam wordt verricht door een arts. Het onderzoek wordt niet ten uitvoer gelegd indien zulks om bijzondere geneeskundige redenen onwenselijk is.

De Hoge Raad ziet zich voor de vraag gesteld of artikel 56 Sv toestaat bij een verdachte, bij het bestaan van ernstige bezwaren tegen hem, zonder zijn toestemming bloed af te nemen, en of zo'n ingreep valt onder 'onderzoek aan zijn lichaam'. De Hoge Raad overweegt omtrent deze vraag:
dat laatstgenoemde uitdrukking (...) de vraag openlaat of onder het krachtens die artikelen toegelaten onderzoek is begrepen het nemen van een zogenaamde bloedproef, en het zeer onwaarschijnlijk is te achten dat den wetgever, ten tijde van de totstandkoming van deze bepaling, een zodanige ingreep voor ogen heeft gestaan;

dat er nog te minder grond is dezen ingreep onder evengenoemde bepalingen te brengen, nu het WvSv – dat volgens de MvT een gematigd accusatoir karakter heeft – aan de politie en de justitie bepaalde bevoegdheden ten opzichte van den verd. toekent, daarbij kennelijk er van uitgaande dat de verd. enerzijds verplicht is het uitoefenen van deze bevoegdheden te dulden, doch anderzijds ingrepen, verder gaande dan deze bevoegdheden medebrengen, slechts met zijn toestemming kunnen plaatsvinden;

dat genoemd karakter van het Wetboek dan ook belet bepalingen als de voormelde te verstaan in een anderen zin dan in de strikte bewoordingen daarvan ligt opgesloten;

dat dit nog te sterker spreekt bij een ingreep als het afnemen van bloed, waarbij een nadere wettelijke regeling van de verplichting tot het dulden daarvan bezwaarlijk zou kunnen worden gemist;

dat van een verplichting tot het ondergaan van een ingreep als de onderhavige dan ook eerst sprake zou kunnen zijn, indien zodanige verplichting bij de wet zou worden vast gelegd en nader geregeld;

dat zolang zulks niet is geschied het afnemen van bloed van een verd. slechts dan als rechtmatig kan worden beschouwd, indien dit geschiedt met zijn toestemming;
De Hoge Raad overweegt verder dat het met de strekking van het Wetboek van Strafvordering onverenigbaar zou zijn, indien de rechter de resultaten van een dergelijk bloedonderzoek tot het bewijs zou toelaten, en verwerpt het beroep.

## Relevantie
In het tweede bloedproefarrest oordeelde de Hoge Raad dat artikel 56 van het Wetboek van Strafvordering, waarin het onderzoek aan en in het lichaam is geregeld, strikt moet worden uitgelegd. Bovendien oordeelde de Hoge Raad voor het eerst dat onrechtmatig handelen in de opsporingsfase bewijsuitsluiting kan meebrengen. Daartoe beriep de Hoge Raad zich op de strekking van het Wetboek van Strafvordering. Tegenwoordig is de sanctie van bewijsuitsluiting opgenomen in artikel 359a, eerste lid onder b, van het Wetboek van Strafvordering.